# تايلوس

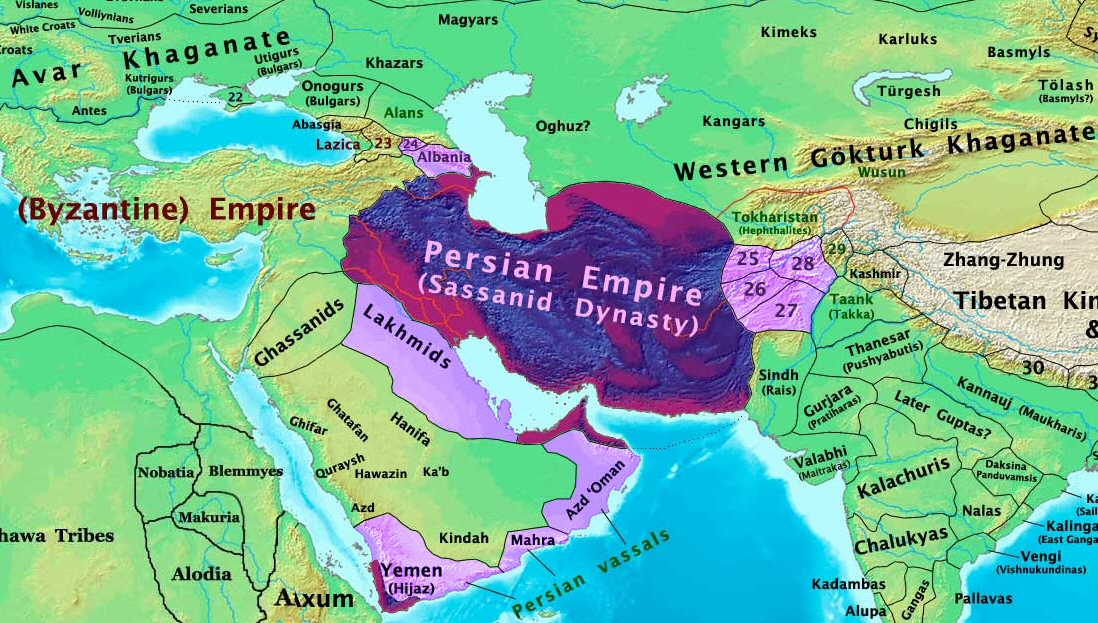

تايلوس الاسم الإغريقي لجزيرة البحرين الذي أطلقه المستكشفون الإغريقيون عند زيارة جزيرة البحرين، وأطلقوا على جزيرة المحرق اسم أرادوس. كانت جزيرة تايلوس تعدّ عند الإغريق جزيرة الحياة الأبدية لجمالها وكثرة خضرتها وجوها الجميل في تلك الفترة ومركز لتجارة اللؤلؤ، عندما اكتشف نيارخوس أنها تخدم تحت حكم الإسكندر الأكبر. من القرن السادس إلى القرن الثالث قبل الميلاد، تم ضم البحرين إلى الإمبراطورية الفارسية من قبل الأخمينيين، وهي سلالة إيرانية. يُعتقد أن الأدميرال اليوناني نيرشوس كان أول قادة الإسكندر الذين زاروا الجزيرة، ووجد أرضًا خضراء كانت جزءًا من شبكة تجارية واسعة. وسجل: «أنه في جزيرة تايلوس الواقعة في الخليج العربي، توجد مزارع كبيرة من شجر القطن، تُصنع منها ملابس تسمى السندون، بدرجات مختلفة جدًا من القيمة، بعضها مكلف والبعض الآخر أقل تكلفة. استخدام لا يقتصر الأمر على الهند، بل يمتد إلى شبه الجزيرة العربية.» ويذكر المؤرخ اليوناني، ثيوفراستوس، أن الكثير من الجزر كانت مغطاة بأشجار القطن هذه وأن تايلوس اشتهر بتصدير عصي المشي المنقوشة بشعارات كانت تُحمل عادةً في بابل. [4] [5] كان السكان الأصليون واليونانيون يعبدون نفس الرب آريس أيضًا.
من غير المعروف ما إذا كانت البحرين جزءًا من الإمبراطورية السلوقية، على الرغم من اقتراح الموقع الأثري في قلعة البحرين كقاعدة سلوقية في الخليج العربي. خطط الإسكندر لتسوية الشواطئ الشرقية للخليج العربي مع المستعمرين اليونانيين، وعلى الرغم من أنه ليس من الواضح أن هذا حدث بالحجم الذي تصوره، كان تايلوس جزءًا كبيرًا من العالم الهيليني: كانت لغة الطبقات العليا يونانية (على الرغم من أن الآرامية كانت قيد الاستخدام اليومي)، بينما كان يُعبد زيوس على شكل إله الشمس العربي شمس. حتى أن تايلوس أصبح موقعًا للمسابقات الرياضية اليونانية.
يُعتقد أن اسم تايلوس هو عبارة عن هيلينية للسامي (من دلمون). كان مصطلح تايلوس شائع الاستخدام للإشارة إلى الجزر حتى عهد بطليموس عندما يُشار إلى السكان باسم «ثيلوانوي». تعود بعض أسماء الأماكن في البحرين إلى عصر تايلوس، على سبيل المثال، يُعتقد أن الضاحية السكنية عراد في المحرق قد نشأت من "أرادوس" ، الاسم اليونانيالقديم لجزيرة المحرق.
يعتقد المؤرخ اليوناني سترابو أن أصل الفينيقيين من البحرين. كما اعتقد هيرودوت أن موطن الفينيقيين هو البحرين. [13] [14] تم قبول هذه النظرية من قبل الكلاسيكي الألماني في القرن التاسع عشر وأرنولد هيرين الذي قال: «في الجغرافيين اليونانيين، على سبيل المثال، قرأنا عن جزيرتين، تدعى تايروس أو تايلوس، وأراد، البحرين، التي تفاخرت بأنها الدولة الأم. من الفينيقيين، وآثار المعابد الفينيقية المعروضة». [15] لقد حافظ سكان صور على وجه الخصوص منذ فترة طويلة على أصول الخليج العربي، وقد تم التعليق على التشابه في الكلمتين«تايلوس» و«صور». [16] ومع ذلك، هناك القليل من الأدلة على الاحتلال على الإطلاق في البحرين خلال الوقت الذي كان يُفترض حدوث هذه الهجرة فيه. [17]
يشير حساب هيرودوت (المكتوب حوالي 440 قبل الميلاد) إلى الفينيقيين الذين نشأوا في البحرين. (التاريخ، أنا: 1).
وفقا للفرس الأكثر اطلاعا في التاريخ، بدأ الفينيقيون الشجار. هؤلاء الأشخاص، الذين سكنوا سابقًا على شواطئ البحر الأحمر (الساحل الشرقي لشبه الجزيرة العربية)، بعد أن هاجروا إلى البحر الأبيض المتوسط واستقروا في الأجزاء التي يسكنونها الآن، بدأوا على الفور، كما يقولون، في مغامرة طويلة. رحلات وشحن سفنهم ببضائع مصر وآشور...
- هيرودوت
مع تضاؤل القوة اليونانية السلوقية، تم دمج تايلوس في Characene أو Mesenian ، الدولة التي تأسست في الكويت اليوم من قبل Hyspaosines في 127 قبل الميلاد. نقش على البناء عثر عليه في البحرين يشير إلى أن Hyspoasines احتلت الجزر، (كما ذكرت زوجته Thalassia). [18] من القرن الثالث قبل الميلاد وحتى وصول الإسلام في القرن السابع الميلادي، كانت البحرين تحت سيطرة سلالتين إيرانيتين أخريين. البارثيين والساسانيين.
بحلول عام 250 قبل الميلاد، فقد السلوقيون أراضيهم لصالح البارثيين، وهي قبيلة إيرانية من آسيا الوسطى. سلالة البارثيين جلبت الخليج العربي تحت سيطرتهم ووسعوا نفوذهم حتى عمان. لأنهم احتاجوا للسيطرة على طريق التجارة في الخليج العربي، أنشأ البارثيون حاميات في الساحل